# Cachrys
Cachrys là chi thực vật có hoa trong họ Apiaceae.